# Shake It Up (album The Cars)
| Recensione                    | Giudizio |
| ----------------------------- | -------- |
| AllMusic                      |          |
| Encyclopedia of Popular Music |          |
| The Rolling Stone Album Guide |          |
| Christgau's Consumer Guide    | B        |
| Ondarock                      | 7/10     |

Shake It Up è il quarto album in studio del gruppo musicale statunitense The Cars, pubblicato il 6 novembre 1981 dalla Elektra Records.
Si tratta dell'ultimo lavoro prodotto da Roy Thomas Baker. La title track è il primo singolo estratto dall'album.

## Tracce
Lato A
1. Since You're Gone – 3:30
2. Shake It Up – 3:32
3. I'm Not the One – 4:12
4. Victim of Love – 4:24
5. Cruiser – 4:54

Lato B
1. A Dream Away – 5:44
2. This Could be Love – 4:26
3. Think it Over – 4:56
4. Maybe Baby – 5:04

- Tutte le tracce sono scritte da Ric Ocasek eccetto la 7 (Ric Ocasek/Greg Hawkes).
- Nelle tracce 5, 7, 8 la voce solista è di Ben Orr.

## Classifiche

### Classifiche settimanali
| Classifica (1981/82) | Posizione massima |
| -------------------- | ----------------- |
| Australia            | 20                |
| Canada               | 7                 |
| Nuova Zelanda        | 12                |
| Paesi Bassi          | 40                |
| Stati Uniti          | 9                 |

### Classifiche di fine anno
| Classifica (1982) | Posizione |
| ----------------- | --------- |
| Canada            | 49        |
| Stati Uniti       | 34        |